# Arnljotspelen
Arnljotspelen är ett skådespel som sedan 1935 uppförts på Arnljotlägden, Frösön. Spelet är ett taldrama efter operan Arnljot av tonsättaren Wilhelm Peterson-Berger. Den årliga produktionen av spelet som förvaltas av Teaterföreningen Arnljotspelen är idag Nordens längst spelade friluftsteater. 

## Handling

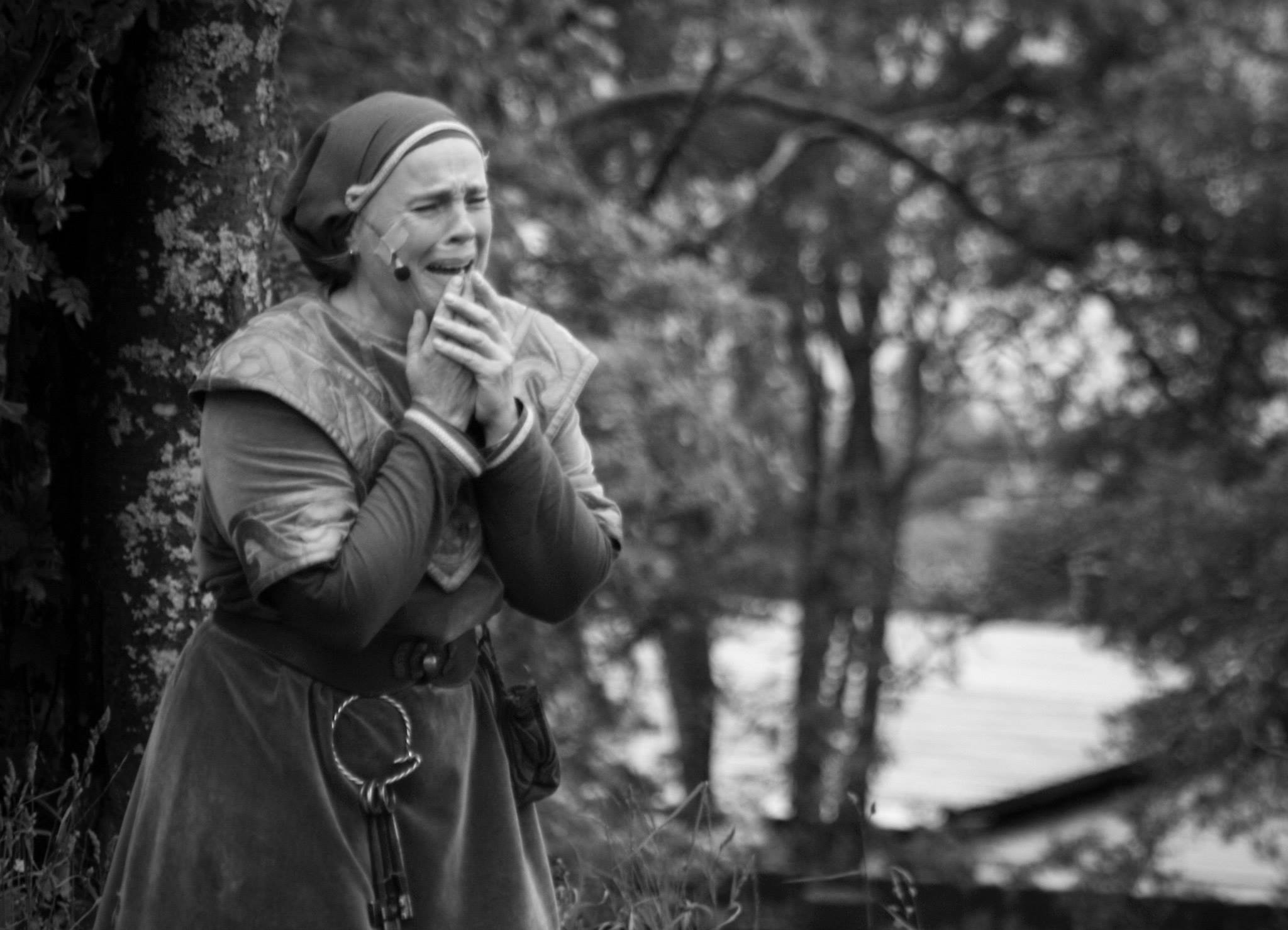
Unn Hallbrandsdotter (Anna Frisk).

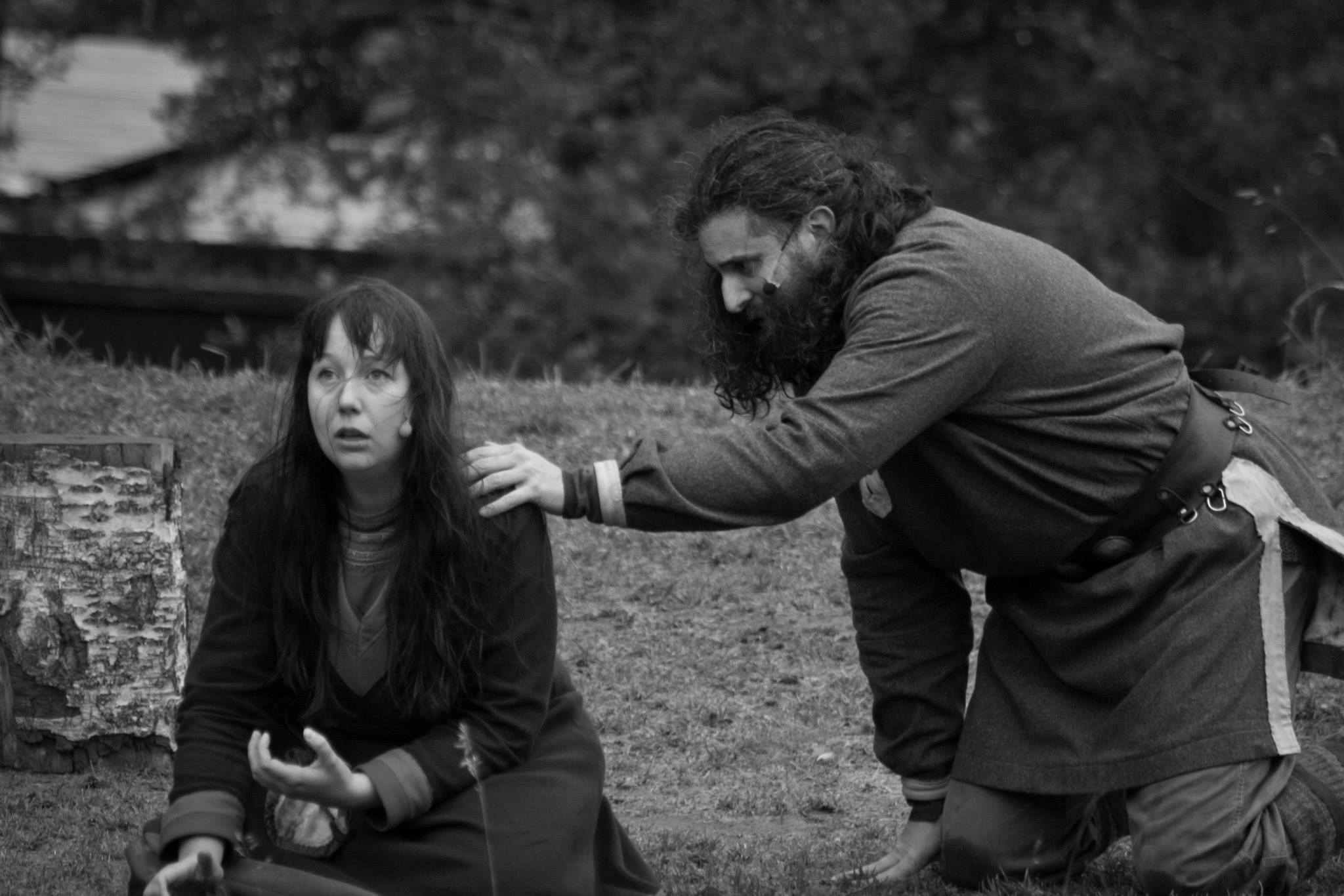
Vaino (Mikaela Pålsson) och Arnljot (Emil Grudemo El Hayek).

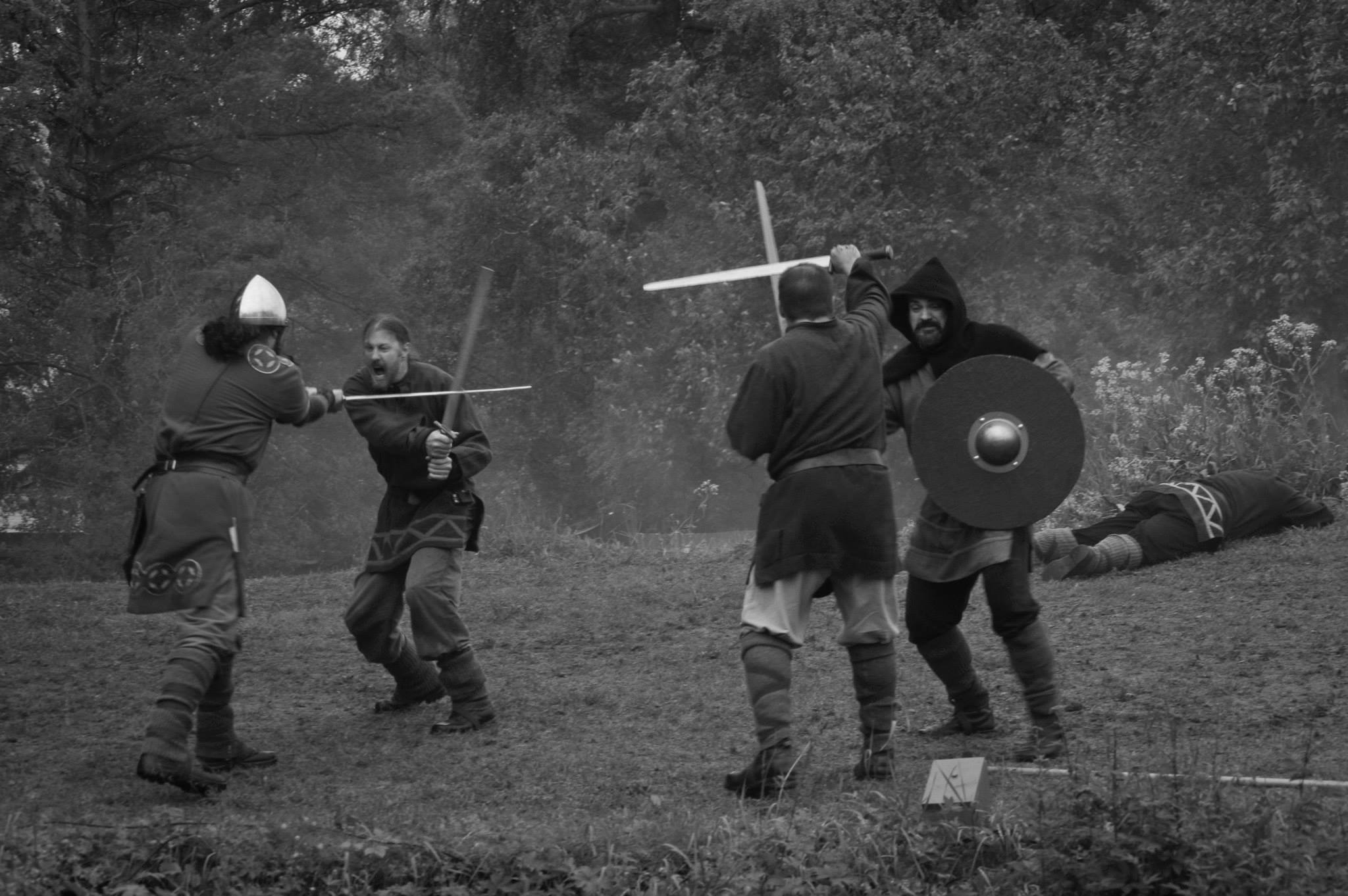
Slaget vid Stiklestad.

Vikingadramat Arnljot, som omfattar tre akter, hämtar sin inspiration från historiske Arnljot Gelline i Snorre Sturlassons saga om den norske konungen Olav II Haraldsson - den helige. Dramat utspelar sig i den betydelsefulla brytningstiden mellan kristendom och hedendom, då norska och svenska kungar gjorde anspråk på Jämtland. 

### Akt I:Frösötinget, juni år 1025
Arnljot har återvänt till Jämtland efter fem års vikingafärder i österled. Han finner sin släkt vanärad och sin trolovade Gunhild Östmundsdotter gift med en annan. Tillsammans med hersen Sigurd i Slandrom har Arnljots mor, Unn Hallbrandsdotter, smitt planer om att Jämtland ska bli ett fritt och självständigt rike under Arnljots ledning. Tinget församlas, där Arnljot förväntas få upprättelse och bli vald till Jämtlands konung. Arnljot bryter tingsfriden genom att dräpa sin rival Gudfast Grimson. För detta brott döms han fredlös och tvingas fly ut i vildmarken. 

### Akt II: Fem år senare vidJärpströmmen
Arnljot lever i vildmarken tillsammans med sameflickan Vaino. Han är ständigt hotad till livet, dels av jämtarna, som söker hämnd, och dels av nåjden Ubma, som vill finna hans gömda skatter. Här genomgår han en själslig kris som leder till omvändelse.

### Akt III:Stiklestad20 juni 1030
Den avsatte norske konungen Olav digre har efter flera år i landsflykt samlat en här för att erövra och med våld kristna Norge. Arnljot ansluter sig till honom och kämpar vid hans sida i Slaget vid Stiklestad. Efter en ödesdiger strid mot bondehären återförenas han slutligen med sin älskade Gunhild.
Historiska personer i spelet är

- Arnljot Gelline
- Olof den helige
- Gissur Hvite
- Tormod Kolbrunarskald
- Torfinn Munn
- Finn Arnesson
- Tore Hund
- Göka-Tore & Åflo-Faste [3]

## Framförande
Tanken på ett Frösöspel väcktes 1934 vid årsmötet för Östersunds avdelning av Riksteatern. I samarbete med Sällskapet för Jämtländsk Konstkultur bildades en kommitté och med Wilhelm Peterson-Berger som regissör startades arbetet med taldramat och friluftsspelet Arnljot. Vid uruppförandet spelades endast akt I och II. Premiärdagarna på Riselägdan den 3-4 augusti 1935 drog totalt 5000 besökare. Framgången gjorde att man beslutade att göra spelet till en permanent institution. Därför köpte P-B själv in området kring Riselägdan (senare kallad Arnljotlägden) och lät anlägga en scen, omklädningsrum och rekvisitabyggnader. 1936 framfördes hela taldramat i sin fulla längd 3,5 timme. Under detta år bildades Stiftelsen Frösöspelen, som fick till uppgift att äga och förvalta Arnljotlägden samt att trygga uppförandet av Arnljotspelen. Spelet hade P-B som regissör fram till 1939 och hade över 300 medverkande, inklusive I5:s musikkår och Östersundskören. 
1940-1944 hade Arnljotspelen speluppehåll på grund av andra världskriget.
Gästspel har gjorts på Skansen (1946), Namsos (1950), Stiklestad (1951 samt 1982), Ullånger (1972), Ransäter (1977), Borgvattnet (1996).
1963 turnerade Arnljotspelen i USA med föreställningar i New York, Rockford, Rock Island och Minneapolis. 
2014 firade Arnljotspelen 75-årsjubileum med en extra föreställning för tidigare medlemmar i Teaterföreningen Arnljotspelen samt en stor fest på Kungsgården, Frösön.
I samband med Världsmästerskapen i skidskytte 2019 i Östersund spelades den 9 mars 2019 två föreställningar av Arnljot on Ice vid Vinterparkens scen. En 40 minuters version i vintertappning med Arnljots kvinnliga relationer i fokus och skådespelarna på skridskor. 
2019 firade Arnljotspelen 80-årsjubileum. Spelen hade då hästar och livemusik på scenen för första gången på många år.
På grund av Coronaviruspandemin sände Arnljotspelen digitala föreställningar 2020 och 2021. 2020 streamades tre föreställningar live från Arnljotlägden. 2021 sändes en filmatiserad scenföreställning (2017 års produktion) tillsammans med ett nyproducerat pausprogram med gäster, bland andra Siv Wennberg, Nik Märak och Roger Storm.

### Regissörer
- 1935-1939 Wilhelm Peterson-Berger
- 1945-1946 Herman Gottfrid Pihl
- 1947-1955 Sven d'Ailly
- 1956-1958 Elis Essegård
- 1959-1962 Gösta Folke
- 1962-1968 Folke Abenius
- 1969 Annie Jenhoff
- 1970-1972 Stig Bahlenberg
- 1973-1977 Rolf Tourd
- 1978-1982 Josef Halfen
- 1983-1997 Halvar Björk [7]
- 1998 Frida Landgren
- 1999-2000 Per Holmberg
- 2001-2010 Hans Qviström
- 2011-2014 Åsa Bergh [8] [9] [10]
- 2015 Stefan Moberg [11]
- 2016 Håkan Borgsten [12]
- 2017-2018 Hans Qviström [13]
- 2019 Daniel Adolfsson [14]
- 2020 Lidia Bäck [15]
- 2021 Hans Qviström [16]
- 2022-2023 Tess Gunilla Paulsen [17]
- 2024 Michael Riise

### Arnljot
- 1935-1936 Torsten Boberg
- 1937-1939 Carl-Mauritz Gustin
- 1945-1963 Carl-Mauritz Gustin
- 1963-1968 Arne Nordberg
- 1969-1972 Rolf Tourd
- 1973-1975 Gunnar Höglund
- 1976 Rolf Tourd
- 1977-1986 Gunnar Höglund
- 1987-1989 Tobias Frisk
- 1990-1994 Anders Jacobsson
- 1995-2001 Kent Knutsson
- 2002-2003 Karl-Arne Retzell
- 2004-2006 Håkan Borgsten [18]
- 2007-2009 Henrik Ögren [19]
- 2010 Peter Mellgren[20]
- 2011-2012 Emil Grudemo El Hayek [21] [22]
- 2013 David Nordling [23]
- 2014 Peter Mellgren [24]
- 2015 Emil Grudemo El Hayek [25]
- 2016 Johan Antman [26]
- 2017-2019 David Nordling [27]
- 2020 Lovisa Jonasson Dagher [28]
- 2021 David Nordling [16]
- 2022-2023 Linnie Axelsson [17]
- 2024 Gabriel Mäkelä